# 서고 (조선)
서고(徐固, ? ~ 1550년)는 조선의 문신이다. 본관은 대구, 자는 백공(伯鞏), 할아버지는 언양현감 서거광(徐居廣), 아버지는 사헌부장령 서팽소(徐彭召)이고, 어머니는 양지(楊沚)의 딸인 안악 양씨(安岳楊氏)이며, 부인은 안사전(安嗣全)의 딸인 순흥 안씨(順興安氏)이다.

## 생애
서고는 1510년(중종 5년)에 사마시에 합격해 생원이 되었다.
1522년(중종 17년)에는 생원(生員)이 되고, 1526년(중종 21년)에 별시문과(別試文科)에 병과로 급제하였다. 1534년-1537년에는 사간원정언(司諫院正言 - 정6품), 이조좌랑(吏曹佐郞 - 정6품) 관직을 임명되었으나 대간(臺諫)의 상소로 무효화되었다.
중종-명종 때에 사섬시정(司贍寺正 - 정3품), 서천군수(舒川郡守), 충주목사(忠州牧使 - 정3품)와 예조참의(禮曹參議 - 정3품)를 지냈다. 그는 명나라에 사신으로 간 후 1550년에 병사하였다. 사후에는 이조판서(吏曹判書 - 정2품)를 증직되었다.
묘소는 현재 포천시 설운동(雪雲洞)에 있다.

## 가족 관계
- 할아버지: 서거광(徐居廣)
  - 아버지 : 서팽소(徐彭召)
  - 어머니 : 양지의 딸
    - 형: 서후(徐厚)
    - 형: 서구(徐久)
    - 형: 서포(徐包)
      - 부인: 안사전의 딸
        - 아들: 서대(徐岱)
        - 아들: 서엄(徐崦)
        - 아들: 서해(徐嶰)